# Капнист, Василий Васильевич
Васи́лий Васи́льевич Капни́ст (12 (23) февраля 1758, село Великая Обуховка, Миргородский полк, Киевская губерния — 28 октября (9 ноября) 1823, село Кибинцы, Миргородский уезд, Полтавская губерния) — русский поэт и драматург, малороссийский общественный деятель. Само значительное из его произведений — комедия «Ябеда».

## Биография

### Детство
Василий Капнист родился в имении Обуховка Миргородского полка Киевской губернии.
Дед поэта, Пётр Христофорович Капнист (Капниссий) — уроженец греческого острова Занте (Закинф), а его новой родиной стала Малороссия. Отец поэта Василий Петрович — воин, сотник Слободского полка, впоследствии полковник Миргородского полка и бригадир, был известен в ряде сражений и участвовал в 1737 году во взятии Очакова. За свои доблести был назначен командиром слободских полков, награждён несколькими селами в Миргородском повете. Это был незаурядный человек, образованный для своего времени, стремившийся дать надлежащее образование своим детям, которых у него было пятеро, а трое последних от второй его жены Софьи Андреевны Дуниной-Борковской (внучки генерального обозного Василия Касперовича Дунина-Борковского). Однако Василию Капнисту не пришлось увидеть шестого ребёнка, будущего поэта. Когда ребёнок появился на свет, отца мобилизовали на войну с Пруссией. А 19 августа 1757 года он погиб в битве при деревне Гросс-Егерсдорф. Мать поэта серьёзно относилась к воспитанию детей, и Василий получил неплохое по тем временам образование, закончив один из лучших петербургских пансионов и освоив ещё дома французский и немецкий языки.

### Служба
Когда мальчик подрос, его как сына заслуженного военачальника устроили в школу при лейб-гвардии Измайловском полку. Спустя полгода его произвели в подпрапорщики, а через пятнадцать месяцев в сержанты. В военной школе у Капниста завязалась большая дружба с Н. А. Львовым, который был на несколько лет старше. В 1773 году, во время его перевода в лейб-гвардии Преображенский полк, он познакомился с Державиным, ставшим впоследствии его другом. В то время Державин ещё только начинал свой жизненный путь и сам нуждался в наставнике. В середине 1770-х установились короткие отношения с поэтом-баснописцем Иваном Хемницером.
В июле 1775 года Капнист оставил военную службу и отдался литературному творчеству. Первым произведением поэта, появившимся в печати, была написанная на французском языке в 1774 году, но опубликованная в 1775 году ода по случаю победы над Турцией и заключения Кючук-Кайнарджийского мирного договора. Произведением же, принёсшим поэту известность, стала «Сатира первая», опубликованная в 1780 году, в период запрета политически острых, злободневных сатир, инициатором чего была сама Екатерина II. Однако и после закрытия «Трутня», «Живописца», «Кошелька» — журналов, издававшихся Николаем Новиковым, сатира продолжала существовать и была далеко не безобидной. Произведение Капниста было ярким тому подтверждением.
В 1784 году Капнист переехал в своё поместье Обуховку. Там он был избран предводителем дворянства Миргородского уезда, а в 1785 году был избран Киевским дворянством в губернские предводители. В отставке Капнист занимался общественными и литературными делами. В 1785 году он стал членом Российской академии. В 1798 году была поставлена его комедия «Ябеда», запрещённая после четвёртого представления.
В 1896 году Бронислав Дембинский опубликовал обнаруженные им документы, согласно которым некий Капнист в 1791 году посещал Берлин и обсуждал с канцлером Пруссии возможность перехода «его земляков» под прусскую протекцию. Этого визитёра обычно отождествляют либо с Василием Капнистом, либо с его братом Петром. Существует также версия, что им был другой брат Василия — Николай.
24.03.1812 г. как находящийся не у дел, статский советник Капнист был причислен к министерству просвещения.

## Семья
Жена (с 1781) — Александра Алексеевна Дьякова (29.12.1759—17.03.1831), дочь обер-прокурора А. А. Дьякова, сестра Марии Львовой и Дарьи Державиной. Выпускница Смольного института. После замужества почти безвыездно жила с мужем в его имении в Обуховке, где мать Капниста «приняла её очень холодно». По словам дочери, «свекровь не любила её потому единственно, что она была русская, и называла её не иначе, как „московка“. Узнала же цену ей и полюбила её, только тогда, когда, оставшись одна в деревне и будучи разбита параличом, жила, можно сказать, только заботами её и неусыпным попечением, которая ни на минуту не оставляла её до смерти». В браке имела двенадцать детей, но только шестеро из них остались живы:
- Екатерина (1784/86—1837), с 1819 года замужем за коллежским советником Александром Ивановичем Полетикой;
- Семён (1791/92—19.09.1844[13]), женат с 20 августа 1824 года[14] на Елене Ивановне Муравьёвой-Апостол;
- Владимир (1793—1817);
- Иван (1794/95—1860), сенатор, женат на Пелагее Ивановне Горленко, их сын Пётр (1830—1898), писатель, поэт и драматург.
- София (1797—1861), автор мемуаров, с 1833 года замужем за генерал-майором Василием Антоновичем Скалоном.
- Алексей (1796/97—1867/69), участник «Союза благоденствия», женат с 1833 года на Ульяне Дмитриевне Белуха-Кохановской.

Двоюродная правнучка — Капнист, Мария Ростиславовна (1913—1993), актриса.

## Творчество

### Поэзия
Капнист примыкал к литературному кружку Львова, в который входили также Державин, Хемницер, Богданович, Оленин. Внимание читающей публики Капнист обратил на себя впервые напечатанной в июньской книге «Санкт-Петербургского вестника» (1780) «Сатирой первой», перепечатанной впоследствии в «Собрании Любителей российской словесности» под заглавием «Сатира первая и последняя».
В 1783 молодой литератор написал торжественную «Оду на рабство», которую, однако, решился напечатать лишь в 1806. В этом произведении Капнист является южно-русским патриотом, вспоминает прежнюю свободу Малороссии и оплакивает наложенные на родину оковы рабства. Поводом к написанию этой оды послужил указ Екатерины II о прикреплении крестьян к помещичьим землям в Киевском, Черниговском и Новгород-Северском наместничествах. В 1786 новый указ Екатерины, повелевавший просителям именоваться «верноподданный» вместо прежнего «раб», побудил Капниста написать «Оду на истребление в России звания раба».
В последующие годы произведения Капниста печатались во многих журналах и альманахах — «Новых ежемесячных сочинениях», «Московском журнале», «Аонидах» Карамзина. Капнист примыкает к сентименталистам во главе с Карамзиным. В 1796 Капнист издал первое собрание своих стихотворений с таким оригинальным двустишием на заголовке:
Капниста я прочел и сердцем сокрушился
Зачем читать учился.

### «Ябеда»
Через два года появляется на сцене главное литературное произведение Капниста — комедия «Ябеда». Эта комедия ставилась в репертуаре театров и до появления на сцене «Горя от ума» и «Ревизора», имеющих по своей обличительной тенденции много общего с «Ябедой», пользовалась определённым успехом. Комедия была направлена против взяток и беспорядков, процветавших в судах, и очень резко на них нападала: на тип судьи, про которого говорится,
Что и ошибкой он дел прямо не вершил,
Что с кривды пошлиной карманы начинил,
Что он законами лишь беззаконье удит;
на самые судейские порядки, при которых любое дело, «как солнце будь, то будет, аки мрак»: пьяные судьи, которые в комедии распевают песню:
Бери, большой тут нет науки,
Бери, что только можно взять,
На что ж привешены нам руки,
Как не на то, чтоб брать, брать, брать,
Пьеса, разрешённая Павлом I к постановке, была скоро снята с репертуара и даже при Александре I не сразу вернулась на сцену. Некоторые выражения комедии обратились в поговорки.
Существует исторический анекдот, согласно которому присутствовавший на премьере комедии Павел I, будучи возмущен происходящими в пьесе беспорядками, приказал немедленно сослать автора в Сибирь — однако, ближе к финалу, когда порок в пьесе был побеждён, отдал новый приказ: автора вернуть и наградить. Этот анекдот нашел отражение в песне Юлия Кима «Волшебная сила искусства» (1984).
В. В. Капнист стал один из первых русских поэтов воспевших Тавриду, он отправился в новоприобретённую губернию, чтобы обнаружить следы Одиссея. Капнист доказывал, что Одиссей странствовал в Чёрном и Азовском морях: «…столицу феакеан, с двойной пристанью её и даже с кораблем, в камень обращенным, нашел я на южном берегу Тавриды, близ нынешней Отузской долины».
Первое посещение Капнистом «южный берег Солдайска тока» состоялось в 1803 году, в 1815 году повторно. В Судакской долине находилось имение его старшего брата — П. В. Капниста, приобретенное им вскоре после присоединения Крыма к России. Поэт провёл тут несколько недель. В его стихотворении «Другу сердца» есть строки, посвященные Судаку:
 Земли тот уголок счастливый
 Всех боле мест манит мой взор:
 Средь леса зреют там оливы,
 Мед каплет из ущелий гор.
 Там долго ветр весенний веет,
 Гнетет недолго зимний хлад;
 В долинах, как янтарь, желтеет
 Токайский сладкий виноград.
Последний раз Капнист побывал в Крыму в 1819 году с дочерью Софьей, в замужестве Скалон, и вдовой поэта Г. Р. Державина, Дарьей Алексеевной. Будучи в Судаке, они посетили крепость и Отузскую долину. Любитель и знаток истории, Капнист не мог смирится с уничтожением памятников древности, которое наблюдалось в Крыму повсеместно. 20 декабря 1819 году он обратился с докладной запиской к министру духовных дел и народного просвещения А. Н. Голицыну, где указывал на необходимость защиты древних памятников Крыма. Предлагалось принять меры «о недопущении впредь для казённых и частных строений истреблять в Тавриде остатки древних зданий и твердынь».

## Память
В 2008 году в селе Великая Обуховка открыт памятник Василию Капнисту. Экспозиция, посвящённая В. П. и В. В. Капнистам создана в Судакском краеведческом музее.
- Юлием Кимом написана юмористическая песня «Волшебная сила искусства (История, приключившаяся с комедиографом Капнистом в царствование Павла I и пересказанная мне Натаном Эйдельманом)»[19] (1984 год), посвящённая творчеству Василия Васильевича Капниста.

- Владимиром Стругановым в 1999 году написана песня на стихотворения Капниста «Богатство убогого»[20].

Филателия

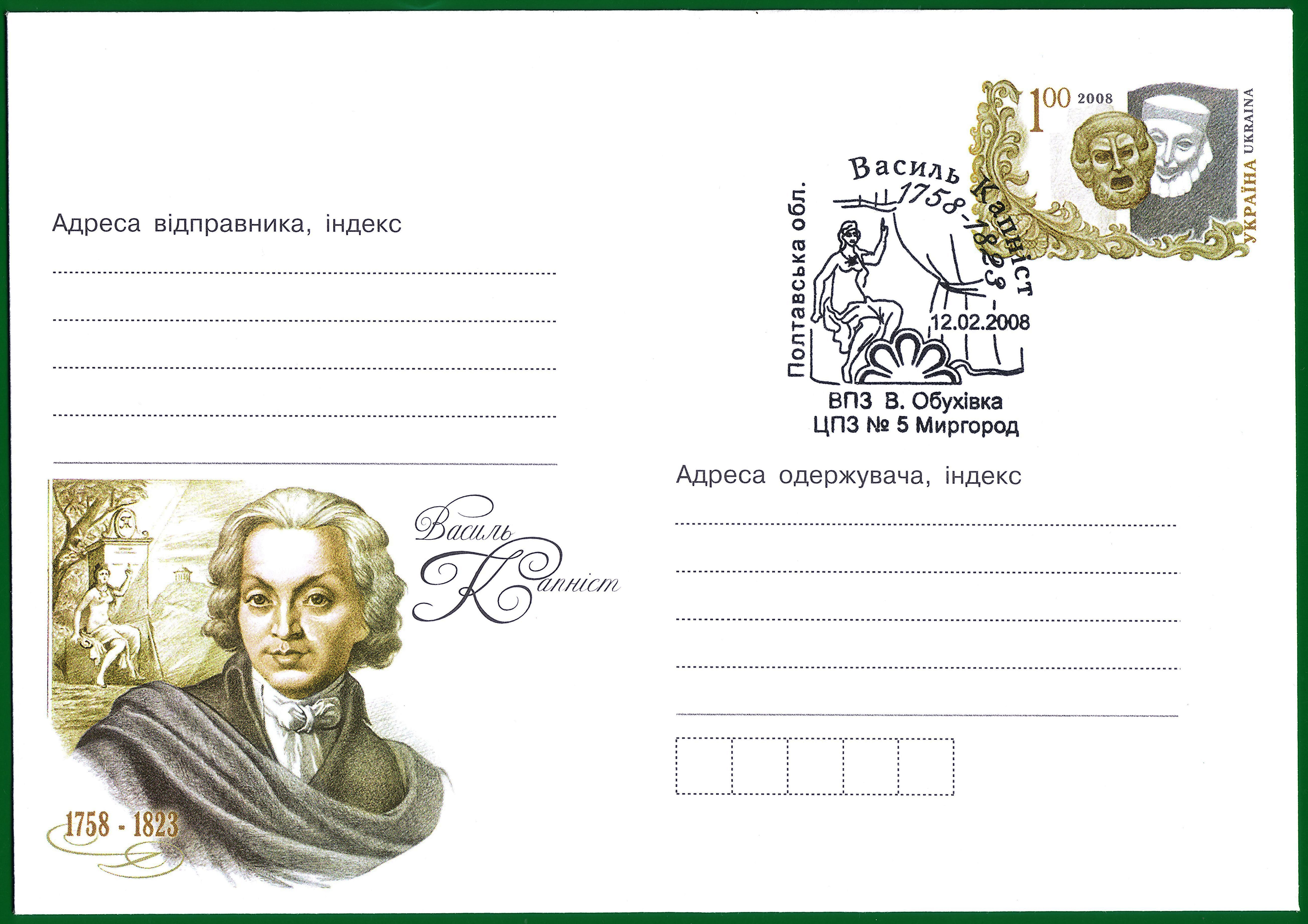
Гашение в честь 250-летия Капниста, 2008 год
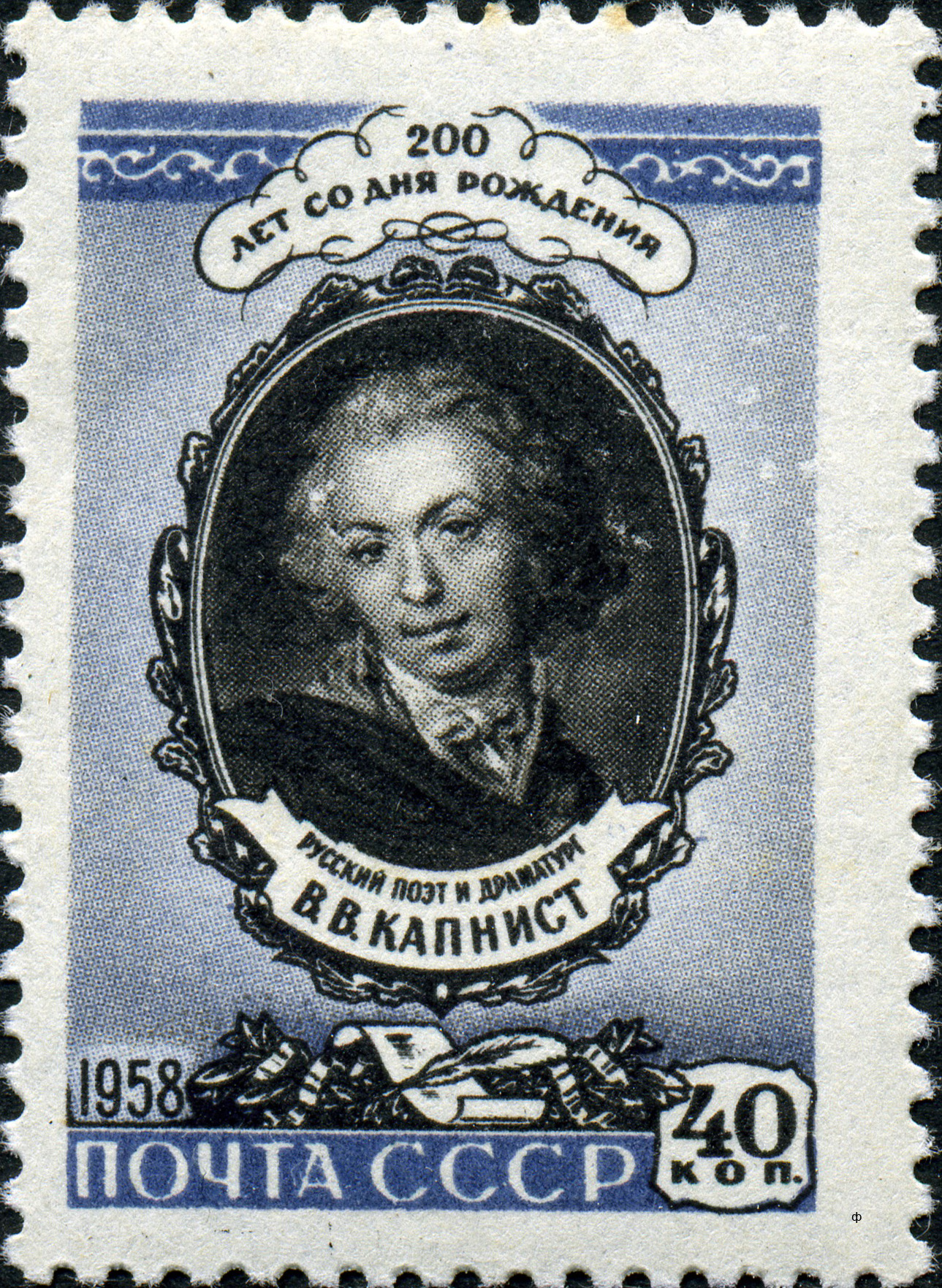
Почтовая марка СССР, 1958 год